# Chromogranine A
La chromogranine A est la principale protéine de la famille des chromogranines. Elle est utilisée en histochimie pour l'immunomarquage. Elle est en effet exprimée par les tumeurs neuroendocrines — cancer bronchique à petites cellules, phéochromocytome, tumeur carcinoïde, gastrinome… — et permet leur identification. Son gène est le CHGA situé sur le chromosome 14 humain.
La chromogranine A peut également être dosée dans le sang.